# Fontaine du Déo

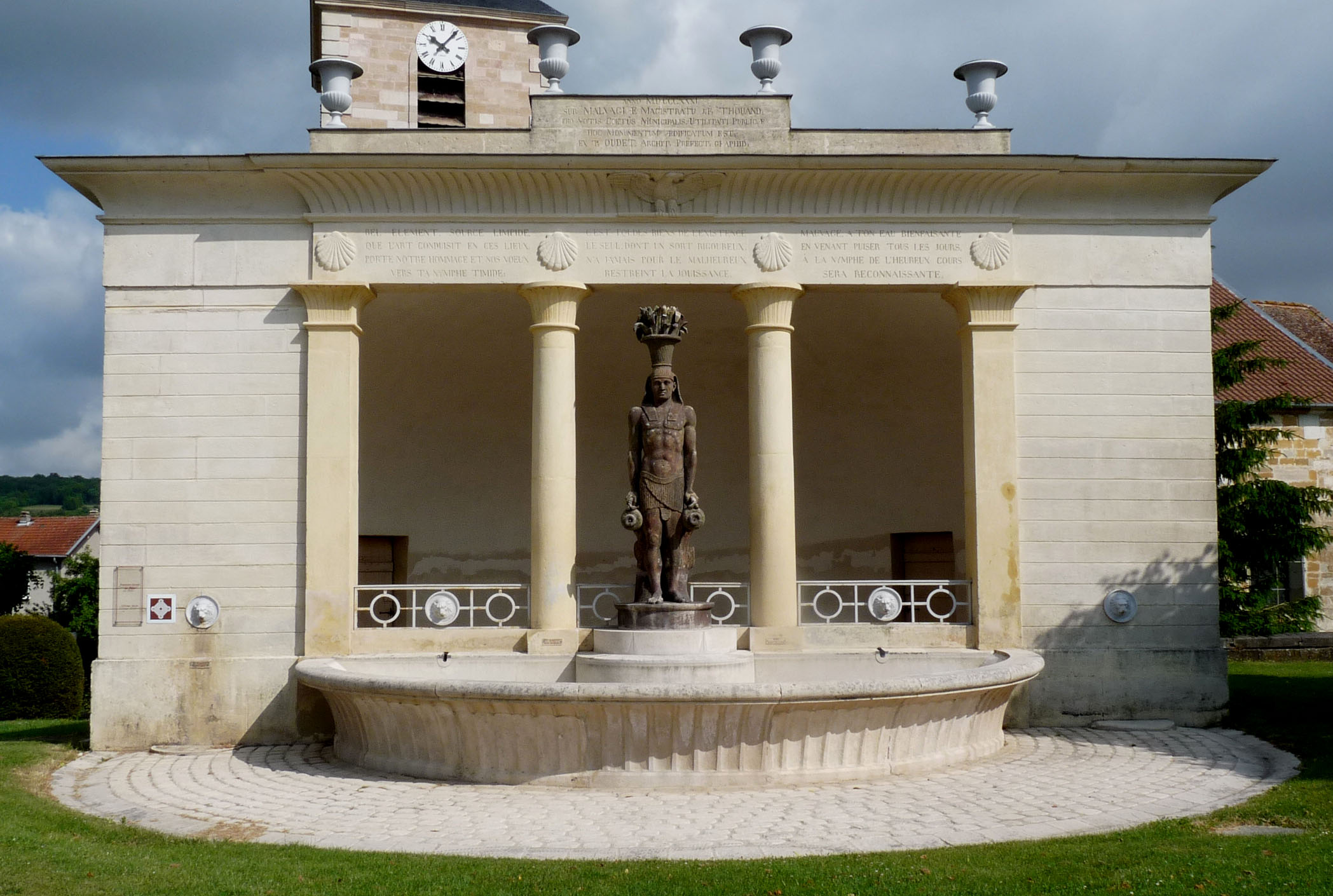
Fontaine du Déo (vooraanzicht)

De Fontaine(-lavoir) du Déo is een openbare wasplaats in neo-Egyptische stijl in de Franse gemeente Mauvages (Meuse). 
De wasplaats werd geopend in 1831 en werd ontworpen door Joseph-Théodore Oudet (1793-1865). Hij was architect in dienst van het departement Meuse en was een egyptomaan. Voor het ontwerp liet hij zich inspireren door de Fontaine du Fellah (1806) in het 8e arrondissement van Parijs, ontworpen door Louis-Simon Braille. In het ontwerp van Oudet staat het standbeeld echter niet in een nis, maar voor een zuilengalerij.
De eigenlijke wasplaats is overdekt en bevindt zich in het halfronde gebouw achter de zuilengalerij met fronton. Het gebouw is opgetrokken uit kalksteen. Het metalen standbeeld van een Egyptische man draagt in elke hand een kruik waaruit water spuit. Voor het standbeeld bevindt zich een halfrond bassin in open lucht. De wasplaats werd in 1975 beschermd als historisch monument.

## Afbeeldingen

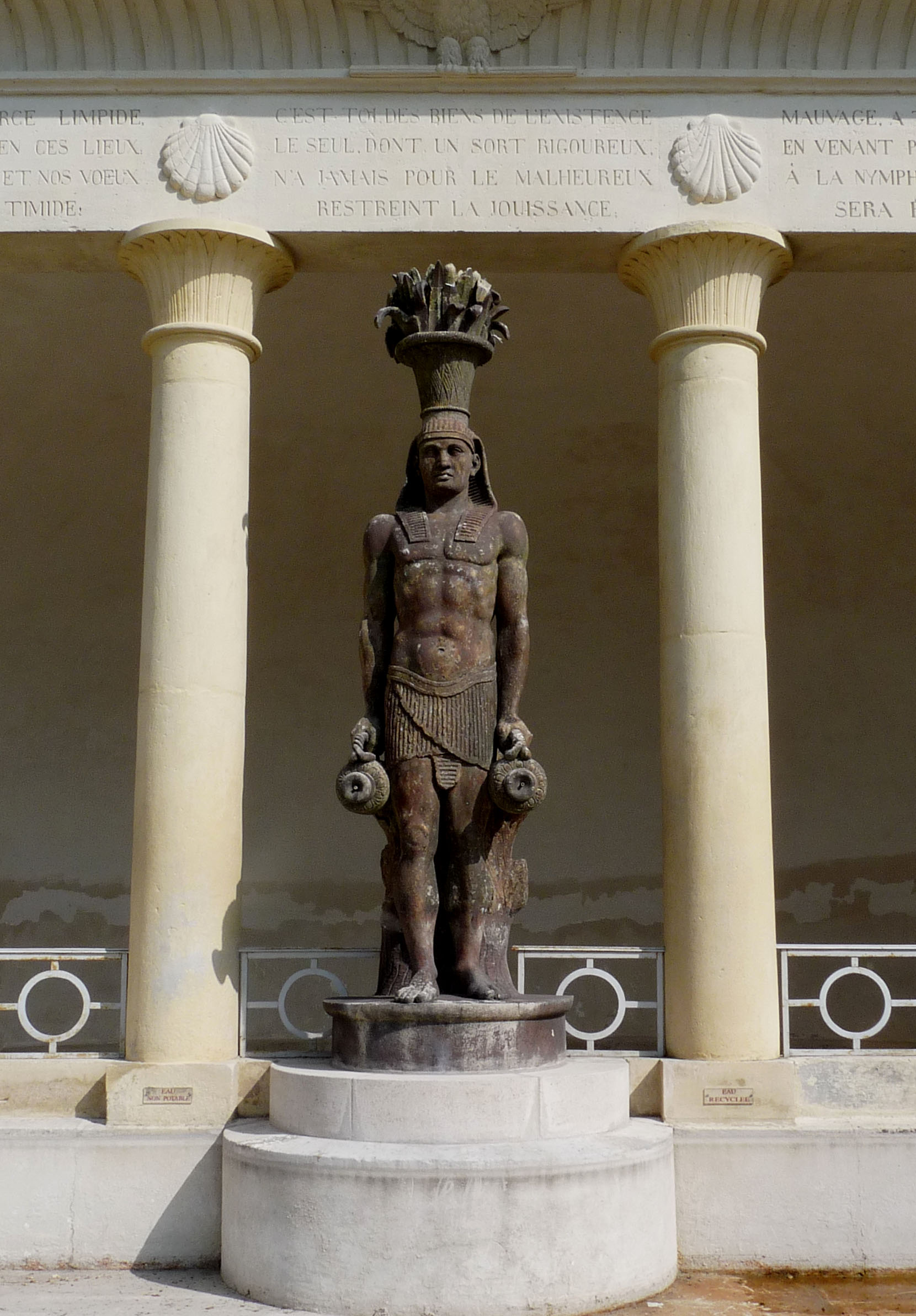
het Egyptisch standbeeld
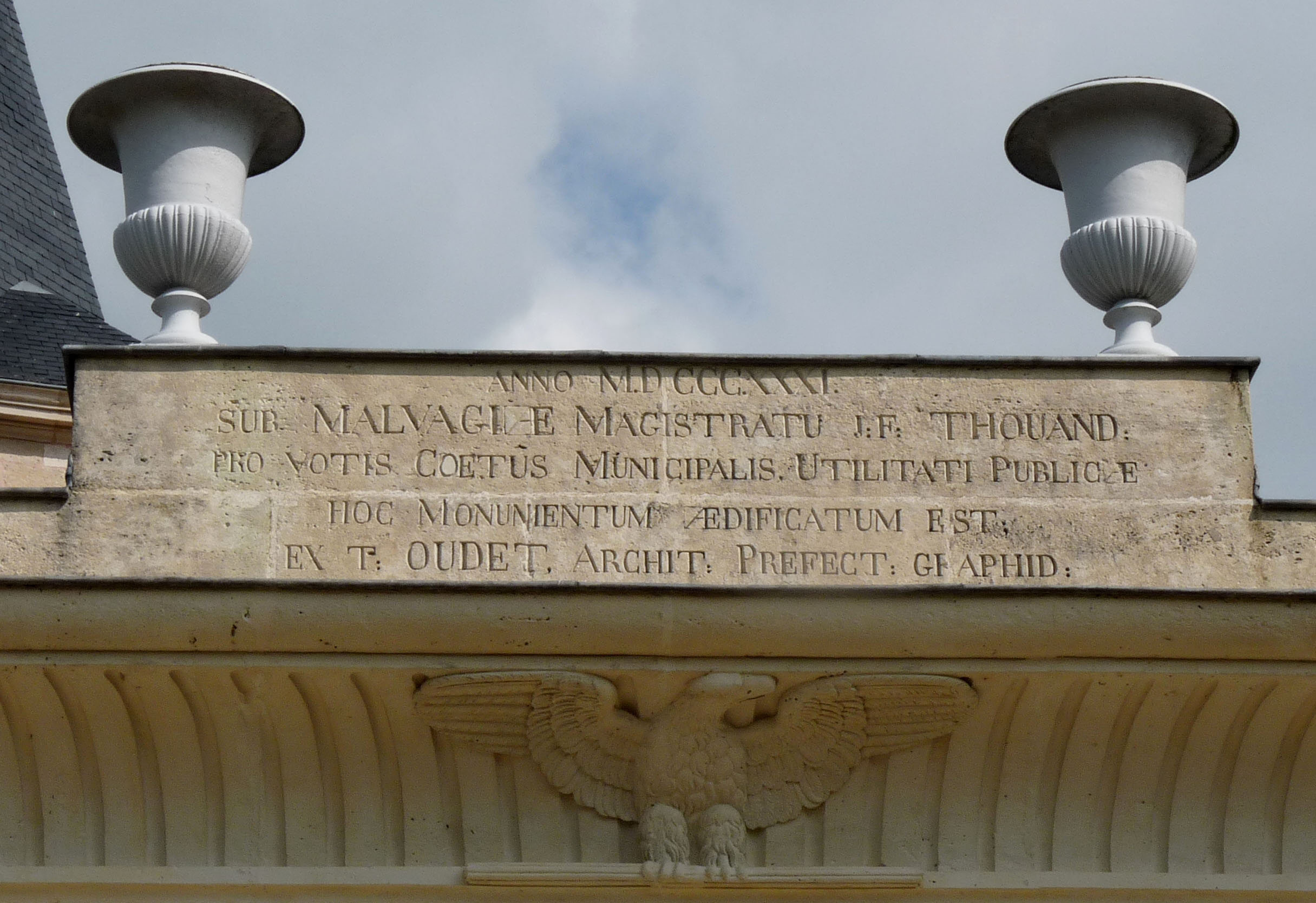
Latijnse tekst op het fronton
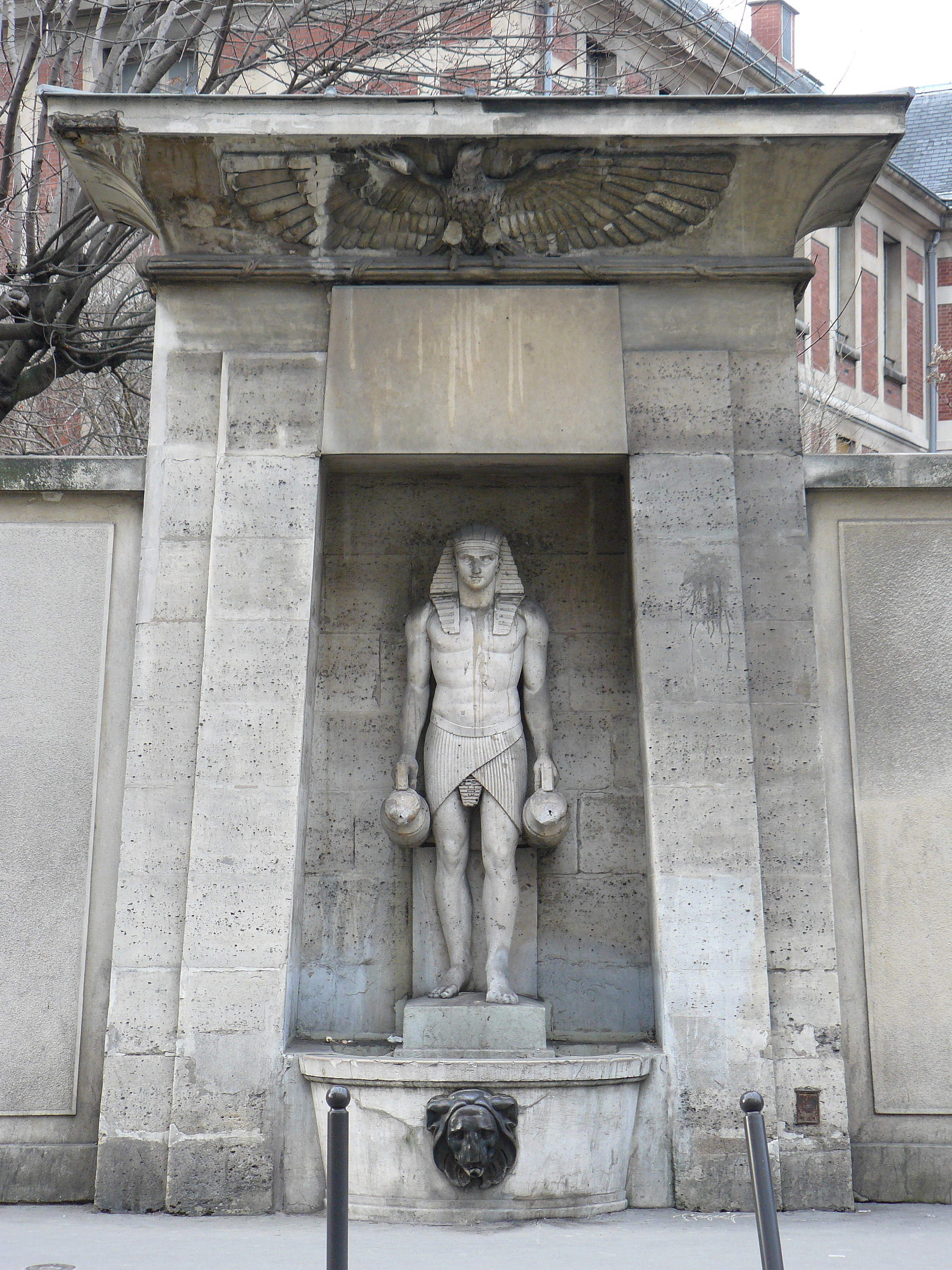
Fontaine du Fellah (Parijs)